# Chiese cattoliche di rito orientale
Le Chiese cattoliche di rito orientale o Chiese sui iuris orientali sono Chiese particolari in piena comunione con la Santa Sede che conservano le proprie tradizioni cristiane orientali in merito alla spiritualità, alla liturgia, a qualche sottolineatura teologica, e alla normativa canonica e disciplinare, che le distinguono dalla Chiesa sui iuris latina.
Ognuna è retta dal Codice dei canoni delle Chiese orientali e dal diritto canonico proprio. Per esempio, mentre alcune, particolarmente se di tradizione bizantina, ammettono uomini sposati al presbiterato, altre richiedono il celibato dei candidati cattolici, accettando al massimo come sacerdoti sposati alcuni convertiti al cattolicesimo dopo essere stati ordinati nelle corrispondenti Chiese ortodosse.
Specularmente, anche nel mondo ortodosso, esistono Chiese di rito occidentale.

## Definizione
All'interno della Chiesa cattolica le Chiese di rito orientale o sui iuris sono Chiese particolari, distinte per forme di culto liturgico e pietà popolare, disciplina sacramentale (cfr. Orientalium Ecclesiarum, 12-18) e canonica (si distinguono il Codice di diritto canonico e il Codice dei canoni delle Chiese orientali), terminologia e tradizione teologica. L'autonomia a cui si riferisce l'espressione sui iuris è stata riconosciuta, fra l'altro, dal Concilio Vaticano II nel decreto Orientalium Ecclesiarum concernente le "Chiese particolari" o "riti orientali". "Sui iuris" in latino vuol dire, letteralmente, "di diritto proprio", ovvero "Chiese giuridicamente indipendenti".
Secondo la definizione del Codice dei canoni delle Chiese orientali: «Il rito è il patrimonio liturgico, teologico, spirituale e disciplinare, distinto per cultura e circostanze storiche di popoli, che si esprime in un modo di vivere la fede che è proprio di ciascuna Chiesa sui iuris.»
Diversamente dalle "famiglie" o "federazioni" di Chiese formate dal riconoscimento mutuo di corpi ecclesiali distinti (come la Comunione anglicana o la Federazione mondiale luterana), la Chiesa cattolica si considera un'unica Chiesa incarnata in una pluralità di Chiese locali o particolari, essendo "una realtà ontologicamente e temporalmente preesistente ad ogni Chiesa individuale particolare".
Pertanto, essendo in piena comunione con il papa e quindi fra loro, le Chiese sui iuris rendono presente in ciascuna di esse, in ciascuna loro porzione (diocesi ed eparchia), e nel loro insieme, l'unica Chiesa cattolica.
Dipendono da un dicastero specifico della Santa Sede: il Dicastero per le Chiese orientali.

## Tipologie di Chiesesui iuris
Il Codice dei canoni delle Chiese orientali (CCEO) distingue quattro categorie di Chiese sui iuris.

### Chiesa patriarcale
È guidata da un patriarca, il quale la governa assistito dal sinodo della Chiesa patriarcale, composto da tutti i vescovi di tale Chiesa, e da uno speciale sinodo permanente, ristretto, composto dal patriarca e da quattro vescovi. Il patriarca viene eletto dal sinodo della Chiesa patriarcale; una volta eletto, il nuovo patriarca è tenuto a notificare l'avvenuta elezione al papa, il quale poi concede la ecclesiastica communio. La Chiesa patriarcale gode di grande autonomia dalla Santa Sede nell'esercizio dei poteri di governo. L'ultima Chiesa patriarcale istituita dalla Santa Sede è quella cattolica copta nel 1895.

### Chiesa arcivescovile maggiore
È guidata da un arcivescovo maggiore e ha la stessa struttura della Chiesa patriarcale. La differenza consiste nella modalità di elezione dell'arcivescovo maggiore: una volta eletto dal sinodo della Chiesa arcivescovile maggiore, non si limita a notificare l'avvenuta elezione al papa, ma deve ottenere la sua conferma prima della cerimonia di intronizzazione.

### Chiesa metropolitanasui iuris
È guidata da un metropolita nominato dal papa, il quale gli conferisce il pallio in segno di comunione gerarchica. Il metropolita è assistito dal consiglio dei gerarchi e ha giurisdizione reale sui vescovi e i fedeli della sua Chiesa sui iuris. Questa categoria di Chiesa gode di meno autonomia rispetto alle due precedenti, ma ha comunque poteri maggiori di una conferenza episcopale latina. La più recente Chiesa metropolitana sui iuris è la Chiesa greco-cattolica ungherese, istituita nel XVIII secolo ed elevata a Chiesa metropolitana da papa Francesco il 20 marzo 2015. La più recente ex novo è, invece, la Chiesa cattolica eritrea, istituita da papa Francesco il 19 gennaio 2015 separandola dalla Chiesa cattolica etiope.

### Altre Chiesesui iuris
In questa categoria sono comprese tutte le altre Chiese sui iuris che non sono né patriarcali, né arcivescovili maggiori né metropolitane sui iuris. Ognuna di esse è guidata da un gerarca, che non è necessariamente insignito del carattere episcopale, è nominato dal papa e guida la propria Chiesa senza sinodo né consiglio dei gerarchi. Ognuna di queste Chiese è retta da un diritto particolare che stabilisce la sua struttura e i suoi rapporti con la Santa Sede.

### Comunità cattoliche orientali nonsui iuris
Non tutte le comunità cattoliche orientali sono ufficialmente costituite in "Chiese sui iuris": in alcuni Paesi, dove il numero dei fedeli è particolarmente esiguo, essi sono sottoposti alla giurisdizione di ordinari di altri riti (sia latini che di altri riti orientali), definiti per ogni singolo caso dalla Santa Sede. Ad esempio, i cristiani di rito bizantino-slavo in Polonia sono affidati alla cura pastorale del vescovo latino di Siedlce; i fedeli greco-cattolici albanesi sono sottoposti alla giurisdizione dell'amministrazione apostolica dell'Albania meridionale; gli ordinariati di Francia e del Brasile comprendono fedeli di più riti; i greco-cattolici del Montenegro fanno capo al vescovo latino del territorio in cui si trovano.

## Elenco delle Chiesesui iurisorientali
Nella Chiesa cattolica esistono, oltre alla Chiesa latina (o occidentale), 24 Chiese sui iuris orientali in piena comunione con la Chiesa di Roma.

### Suddivisione per rito liturgico
| Rito                                      | Chiesa                                                   | Status | Diffusione |
| ----------------------------------------- | -------------------------------------------------------- | --- | --- |
| Rito alessandrino (3)                     | Chiesa cattolica copta                                   | patriarcale | Egitto |
| Rito alessandrino (3)                     | Chiesa cattolica etiope                                  | metropolitana | Etiopia |
| Rito alessandrino (3)                     | Chiesa cattolica eritrea                                 | metropolitana | Eritrea |
| Rito antiocheno o siriaco-occidentale (3) | Chiesa maronita                                          | patriarcale | Libano, Siria, Cipro, Israele, Palestina, Egitto, Giordania, diaspora |
| Rito antiocheno o siriaco-occidentale (3) | Chiesa cattolica sira                                    | patriarcale | Libano, Iraq, Giordania, Kuwait, Palestina, Egitto, Sudan, Siria, Turchia, Stati Uniti, Canada, Venezuela                                                                             |
| Rito antiocheno o siriaco-occidentale (3) | Chiesa cattolica siro-malankarese                        | arcivescovile maggiore | India, Stati Uniti |
| Rito armeno (1)                           | Chiesa armeno-cattolica                                  | patriarcale | Libano, Iran, Iraq, Egitto, Siria, Armenia, Turchia, Israele, Palestina, Grecia, Italia, diaspora                                                                                     |
| Rito caldeo o siriaco orientale (2)       | Chiesa cattolica caldea                                  | patriarcale | Iraq, Iran, Libano, Egitto, Siria, Turchia, Stati Uniti, Australia |
| Rito caldeo o siriaco orientale (2)       | Chiesa cattolica siro-malabarese                         | arcivescovile maggiore | India, Stati Uniti, Canada, Australia, Gran Bretagna |
| Rito bizantino (15)                       | Chiesa cattolica greco-melchita                          | patriarcale | Siria, Libano, Israele, Palestina, Giordania, Iraq, Egitto, diaspora |
| Rito bizantino (15)                       | Chiesa greco-cattolica albanese                          | amministrazione apostolica | Albania |
| Rito bizantino (15)                       | Chiesa cattolica greca di rito bizantino                 | due esarcati apostolici | Grecia e Turchia |
| Rito bizantino (15)                       | Chiesa bizantina cattolica in Italia                     | tre circoscrizioni ecclesiastiche                                                                                                  | Italia |
| Rito bizantino (15)                       | Chiesa bizantina cattolica in Kazakistan e Asia Centrale | amministrazione apostolica | Kazakistan, Kirghizistan, Tagikistan, Turkmenistan, Uzbekistan |
| Rito bizantino (15)                       | Chiesa greco-cattolica bielorussa                        | amministrazione apostolica | Bielorussia |
| Rito bizantino (15)                       | Chiesa greco-cattolica bulgara                           | un'eparchia | Bulgaria |
| Rito bizantino (15)                       | Chiesa bizantina cattolica di Croazia e Serbia           | due eparchie | Croazia, Bosnia-Erzegovina, Serbia, Slovenia |
| Rito bizantino (15)                       | Chiesa greco-cattolica macedone                          | un'eparchia | Macedonia del Nord |
| Rito bizantino (15)                       | Chiesa greco-cattolica rumena                            | arcivescovile maggiore | Romania, Stati Uniti, Canada |
| Rito bizantino (15)                       | Chiesa greco-cattolica russa                             | due esarcati apostolici | Russia, Cina, diaspora |
| Rito bizantino (15)                       | Chiesa greco-cattolica rutena                            | metropolitana negli Stati Uniti, con giurisdizione anche in Canada; due circoscrizioni ecclesiastiche in Ucraina e Repubblica Ceca | Ucraina, Stati Uniti, Canada, Repubblica Ceca |
| Rito bizantino (15)                       | Chiesa greco-cattolica slovacca                          | metropolitana | Slovacchia |
| Rito bizantino (15)                       | Chiesa greco-cattolica ucraina                           | arcivescovile maggiore | Ucraina, Polonia, Stati Uniti, Canada, Brasile, Argentina, Australia e Nuova Zelanda, Belgio, Francia, Paesi Bassi, Svizzera, Gran Bretagna e Irlanda, Germania e Scandinavia, Italia |
| Rito bizantino (15)                       | Chiesa greco-cattolica ungherese                         | metropolitana | Ungheria |

### Suddivisione per tipologia
| Tipologia                     | Chiese |
| ----------------------------- | --- |
| Chiese patriarcali            | In ordine di istituzione: Chiesa maronita Chiesa cattolica caldea (1553) Chiesa cattolica sira (1663) Chiesa cattolica greco-melchita (1724) Chiesa armeno-cattolica (1742) Chiesa cattolica copta (1895) |
| Chiese arcivescovili maggiori | In ordine di istituzione: Chiesa greco-cattolica ucraina (1963) Chiesa cattolica siro-malabarese (1992) Chiesa cattolica siro-malankarese (2005) Chiesa greco-cattolica rumena (2005) |
| Chiese metropolitane          | In ordine di istituzione: Chiesa cattolica etiope (1961) Chiesa greco-cattolica rutena (1969) Chiesa greco-cattolica slovacca (2008) Chiesa cattolica eritrea (2015) Chiesa greco-cattolica ungherese (2015) |
| Altre Chiese sui iuris        | Chiesa cattolica greca di rito bizantino Chiesa bizantina cattolica in Italia Chiesa bizantina cattolica in Kazakistan e Asia Centrale Chiesa greco-cattolica bielorussa Chiesa greco-cattolica bulgara Chiesa bizantina cattolica di Croazia e Serbia Chiesa greco-cattolica macedone Chiesa greco-cattolica russa Chiesa greco-cattolica rutena |

## L'espressione "Chiesa uniate"
Chiesa uniate è la denominazione comunemente usata per indicare le Chiese dell'Oriente europeo che tra il XV ed il XVI secolo sono tornate in comunione con la Chiesa cattolica. Per questo motivo essa è anche detta Chiesa greco-cattolica, a indicare la compresenza di obbedienza romana e utilizzo del rito di tradizione greca e costantinopolitana. Riconoscono pertanto l'autorità giurisdizionale del vescovo di Roma e ne condividono la fede e la teologia, ma conservano strutture, disciplina, tradizioni e liturgia proprie del Rito bizantino, similmente alla Chiesa ortodossa, sebbene presentando differenze sostanziali, secondo una formula già indicata dal Concilio di Firenze.
In particolare prende il nome di Chiesa uniate quella sorta in seguito all'Unione di Brest (1596), nell'ambito dell'Unione tra il regno di Polonia e il granducato di Lituania. L'Unione di Lublino nel 1569 aveva comportato uno stretto vincolo tra il regno di Polonia (che era cattolico) alla Lituania propriamente detta (anch'essa cattolica) e anche ai territori da quest'ultima dipendenti, abitati da popolazioni slave di religione greco-ortodossa. Il compromesso fu appunto di ottenere un'unità religiosa nell'ambito dell'obbedienza romana, mantenendo però i rituali bizantini.
In seno alla Chiesa cattolica, in modo ricorrente, nacque, però una diffidenza per la Chiesa uniate. In particolare i gesuiti, che pure con Piotr Skarga avevano difeso la Chiesa uniate, si impegnarono per riportare nell'ambito del rito latino i cattolici di quei territori.
Analogamente nel corso del XVII secolo i cristiani orientali che dimoravano nei territori soggetti al regno d'Ungheria adottarono sostanzialmente la stessa formula: dogmi cattolici, obbedienza al papa di Roma, ma conservazione del rito bizantino: nel 1646 gli ortodossi della Rutenia subcarpatica e nel 1698 quelli della Transilvania.
L'espressione "Chiesa uniate" venne da allora usata per indicare i cattolici della Chiesa greco-cattolica rutena oltre a quelli della Chiesa greco-cattolica ucraina, e a volte veniva non correttamente applicata a tutti i cattolici di rito orientale delle 15 chiese di rito bizantino.
La Santa Sede nel 1927 incaricò la Congregazione per le Chiese orientali di elaborare un codice di diritto canonico proprio per queste Chiese.
Il termine uniate in alcune lingue e in alcune culture aveva, però, assunto una valenza spregiativa e i documenti del Concilio Vaticano II lo evitano accuratamente. In ambito ortodosso non mancano tuttora le polemiche nei confronti degli uniati.